# Kalkkronmal
Kalkkronmal (Bucculatrix artemisiella) är en fjärilsart som beskrevs av Herrich-Schäffer 1855. Kalkkronmal ingår i släktet Bucculatrix och familjen kronmalar. Enligt den finländska rödlistan är arten starkt hotad i Finland. Enligt den svenska rödlistan är arten nära hotad i Sverige. Arten förekommer på Gotland och Öland. Artens livsmiljö är sandstränder vid Östersjön. Inga underarter finns listade i Catalogue of Life.